# Lacey Hearn
Lacey Earnest Hearn (Portland, 23 marzo 1881 – Fort Wayne, 19 ottobre 1969) è stato un mezzofondista statunitense.
Prese parte ai Giochi olimpici di Saint Louis 1904, conquistando la medaglia di bronzo nei 1 500 metri piani. Partecipò anche alla gara del cross a squadre per la Squadra mista insieme ai connazionali Jim Lightbody, William Verner, Sidney Hatch e il francese Albert Corey.

## Palmarès
| Anno          | Manifestazione  | Sede        | Evento                     | Risultato   | Prestazione | Note        |
| Stati Uniti   | Stati Uniti     | Stati Uniti | Stati Uniti                | Stati Uniti | Stati Uniti | Stati Uniti |
| ------------- | --------------- | ----------- | -------------------------- | ----------- | ----------- | ----------- |
| 1904          | Giochi olimpici | Saint Louis | 800 metri                  | n/d         | n/d         |             |
| 1904          | Giochi olimpici | Saint Louis | 1 500 metri                | Bronzo      | n/d         |             |
| Squadra mista |                 |             |                            |             |             |             |
| 1904          | Giochi olimpici | Saint Louis | Cross a squadre (4 miglia) | Argento     | 28 p.       |             |